# Paul M. Stouffer
Paul M. Stouffer (Chambersburg, 21 februari 1916) is een Amerikaans componist, muziekpedagoog en dirigent. Voor bepaalde werken, in het bijzonder voor diegene die in het Verenigd Koninkrijk gepubliceerd zijn, gebruikt hij ook het pseudoniem: Paul Reff en A. Preisler.

## Levensloop
Stouffer studeerde compositie bij Robert Elmore en Andre Vauclain aan de Universiteit van Pennsylvania in Philadelphia en behaalde hier zijn Bachelor of Music en ook zijn Master of Musical Arts. Verder studeerde hij klarinet bij Gilbert Stange en harmonie bij Louis Cheslock aan het Peabody Institute of the Johns Hopkins University in Baltimore. 
Aansluitend doceerde hij aan de Philadelphia Musical Academy en later in openbare en privéscholen in Pennsylvania en Maryland. Hij was ook dirigent van verschillende school bands en community bands. Met deze harmonieorkesten speelde hij in de hele Verenigde Staten, met name op nationale muziekschool conferenties. Hij was een lid van de American Society of Composers, Authors and Publishers (ASCAP) en van het American Composers Forum. In 1999 kreeg hij de National award van het The Suni Project.

## Composities

### Werken voor orkest
- Three Old French Dances, voor strijkers
- Ostinato and Fugue, voor orkest

### Werken voor harmonieorkest
- 1962 Ti-Teka-Tah!
- A Prayer, voor trombone solo en harmonieorkest
- Concerto voor two
- March for the City of Erzurum
- March of the Tractor Drivers
- M.C.B. March
- Petite Chanson, voor trompet en harmonieorkest
- Three for Four, suite voor saxofoonkwartet en harmonieorkest

### Werken voor koren
- 1999: Kinderlieder, 5 liederen voor kinderen, voor kinderkoor

### Vocale muziek
- Bittersweet, zangcyclus voor sopraan en piano - tekst: Edna St. Vincent Millay (1892-1950)
- Cats and more Cats, voor sopraan en piano - tekst: John Grace Brown uit het boek «A Sojourn of the Spirit»
- Eternal Love, voor sopraan en piano - tekst: van de componist
- Halloween, voor bas of bariton en piano - tekst: Jean C. Soule
- Lullaby, voor bas of mezzosopraan en piano - tekst: van de componist
- You're Gonns Hafta Pay, voor sopraan en piano

### Kamermuziek
- 1960: Recitation, voor klarinet en piano
- 1982: Easy Classics For Two, voor verschillende blazersduetten
- 1993: Contrapuntal Six For Three, voor klarinettrio
- 1993: Six Well-Known Classics For Two, voor verschillende blazersduetten
- Concerto, voor twee klarinetten, trompet en piano
- Easy Classical Canons, voor twee dwarsfluiten
- Easy Six For Two, voor verschillende blazersduetten
- Intermediate Six For Two, voor twee klarinetten
- Six For Three, voor verschillende blazerstrio's
- Summer '94, voor blazers solo en piano
- Strijkkwartet Nr. 1
- Toccata for Trumpets, voor trompettrio

## Publicaties
- Albert Seay: Pavane, for Clarinet in B[flat] & Piano by Edvard Moritz - Scherzo, for Bassoon and Piano by Edvard Moritz - Recitation, for Clarinet & Piano by Paul M. Stouffer - Introduction & Tarantella, for Bassoon & Piano by Bruce C. Beach, in: Notes, 2nd Ser., Vol. 18, No. 2 (Mar., 1961), p. 316